# Gewone steenraket
De gewone steenraket (Erysimum cheiranthoides) is een eenjarige, kruidachtige, 20-60 cm hoge plant uit de kruisbloemenfamilie (Brassicaceae).

## Kenmerken
De stengel is vierkantig en bedekt met aanliggende haren.
De bloeiperiode loopt van mei tot september. De bloemstelen zijn twee tot drie maal zo lang als de kelkbladen. De 3-6 mm lange kroonbladen zijn geel.
De vruchten zijn in volgroeide staat twee tot drie zo lang als de bloemsteel.

## Voorkomen
De plant komt in Europa algemeen voor langs wegen, in bermen en op ruderale plaatsen.

## Plantengemeenschap
Gewone steenraket is een indicatorsoort voor het mesofiel hooiland (hu) subtype 'Droge stroomdalgraslanden', een karteringseenheid in de Biologische Waarderingskaart (BWK) van Vlaanderen en het Brussels Hoofdstedelijk Gewest.

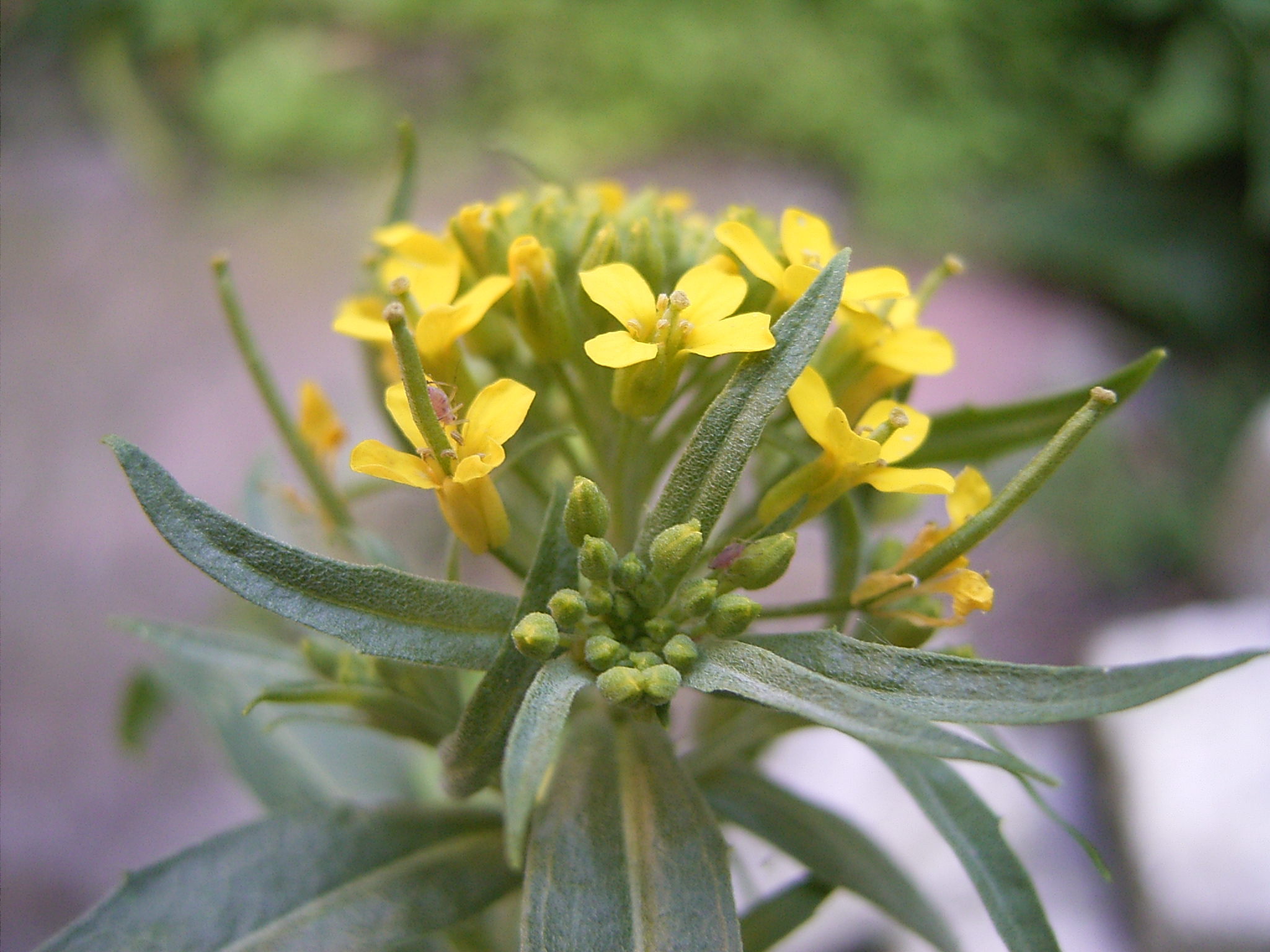